# Tabule

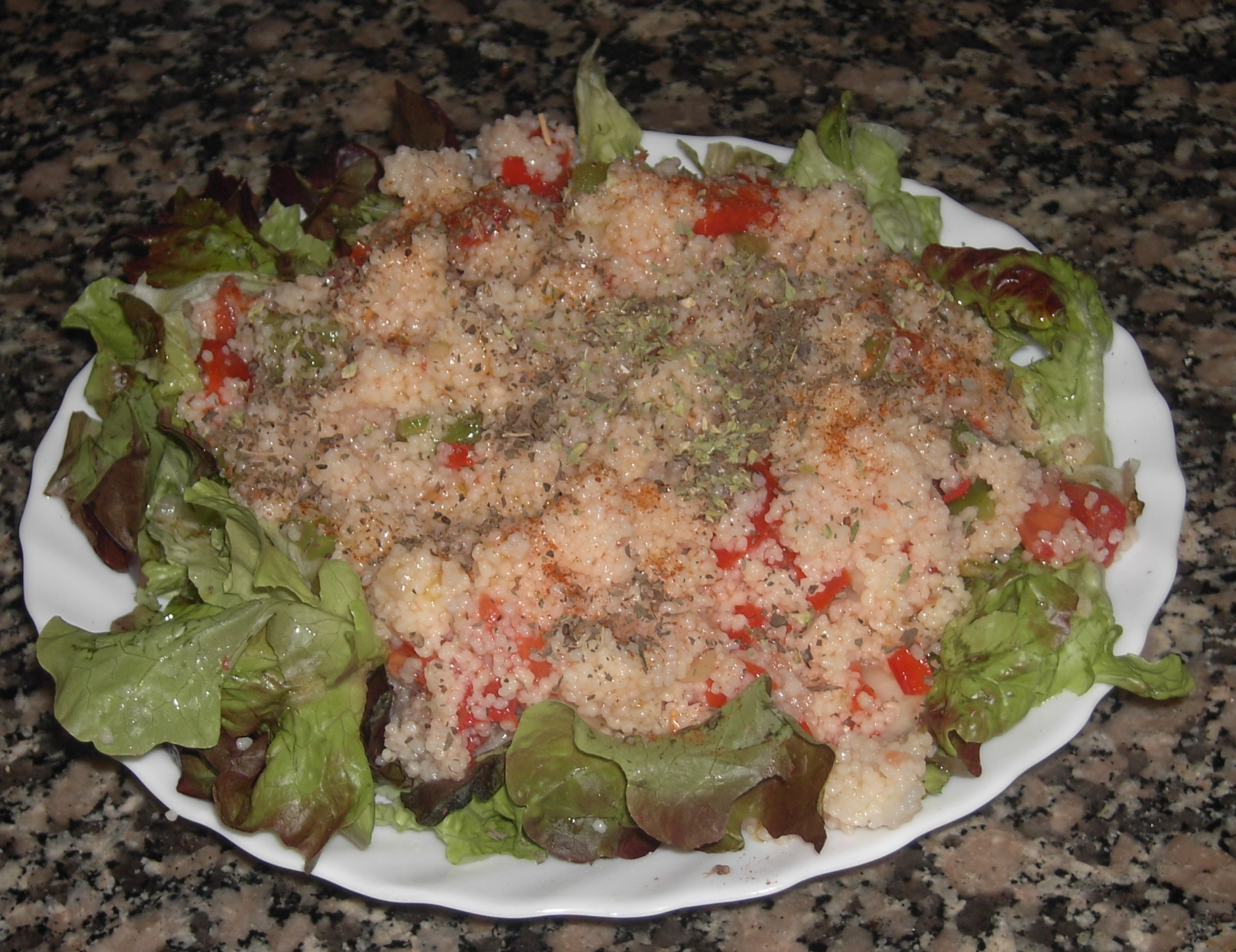
Plat de tabule

El tabule (de l'àrab sirià i libanès تبولة, tabbūla) és una amanida d'hortalisses i pasta (bulgur o sèmola) pròpia de l'Orient Mitjà, originària de Síria o el Líban.
Els seus ingredients principals són el búrgul, o bé el cuscús, juntament amb tomàquet, ceba, herbes aromàtiques finament tallades (menta i julivert). S'amaneix amb oli d'oliva, suc de llimona, sal i pebre. Segons la recepta, pot afegir-se-li pebrot i olives, i servir-se amb fulles d'enciam.